# Ирума
Ирума (јап. 入間市) град је у Јапану у префектури Саитама. Према попису становништва из 2005. у граду је живело 148.576 становника.

## Становништво
Према подацима са пописа, у граду је 2005. године живело 148.576 становника.
| 1995.   | 2000.   | 2005.   |
| ------- | ------- | ------- |
| 144.402 | 147.909 | 148.576 |

## Партнерски градови
- Волфратсхаузен